# Kartasura
Het keizerlijk huis der Kartasura is een Javaans vorstengeslacht dat pretendeert af te stammen van de keizers van Mataram en het eerdere hindoeïstische keizerrijk Majapahit dat in de tiende eeuw Java beheerste. Ze regeerden van 1749 tot 1946 onder de titel van susuhunan over Surakarta als zelfregeerders over een deel van Java. Ook nu nog zijn de Kartasura in Surakarta een invloedrijk geslacht dat in de kraton resideert.
Ook de sultan van Yogyakarta stamt uit het huis Kartasura, maar wordt ook de Hamengkubuwono genoemd.